# 河口湖大橋
河口湖大橋（かわぐちこおおはし）は、山梨県富士河口湖町から河口湖東側を渡り、同町の国道137号付近に至る橋である。

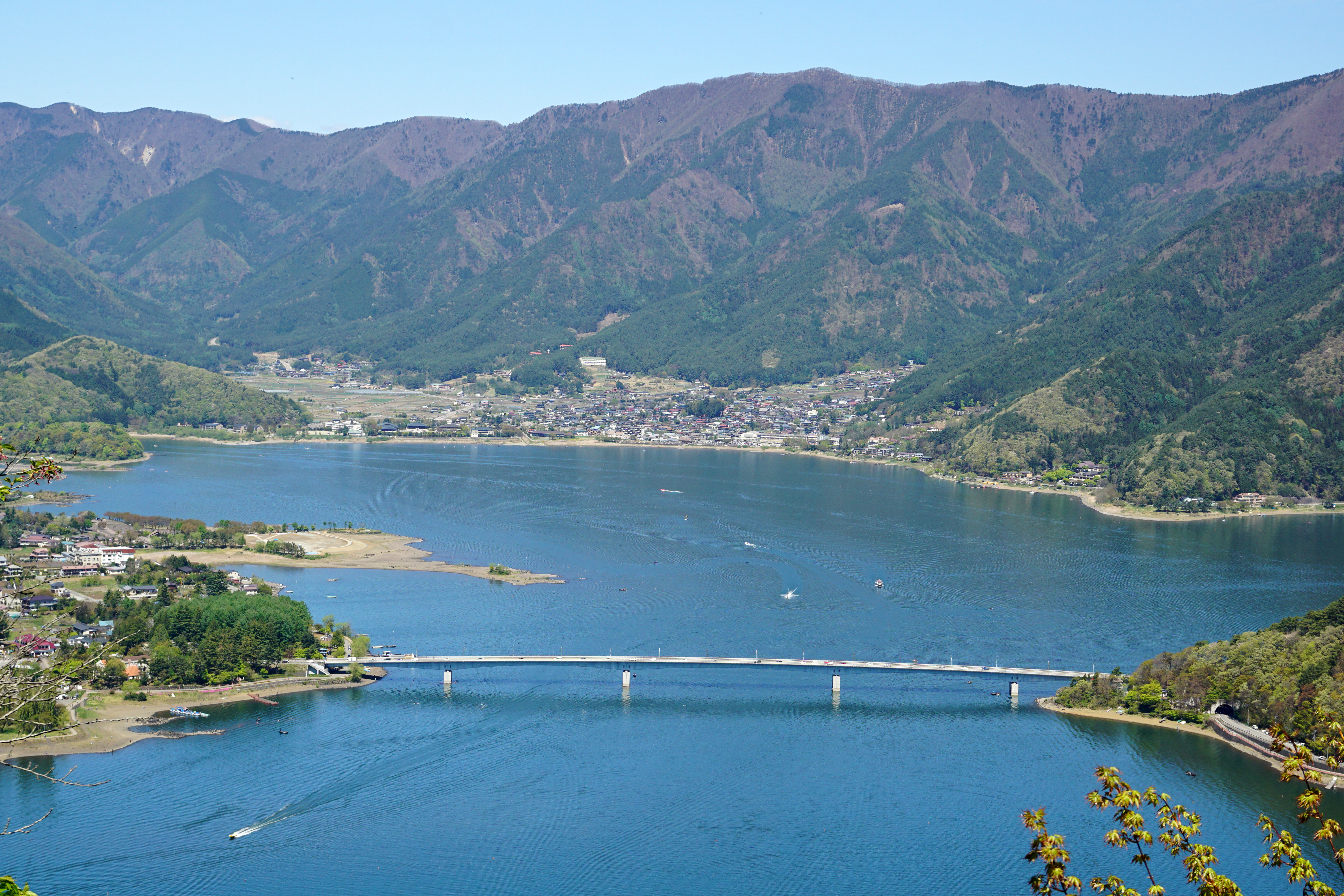
河口湖大橋

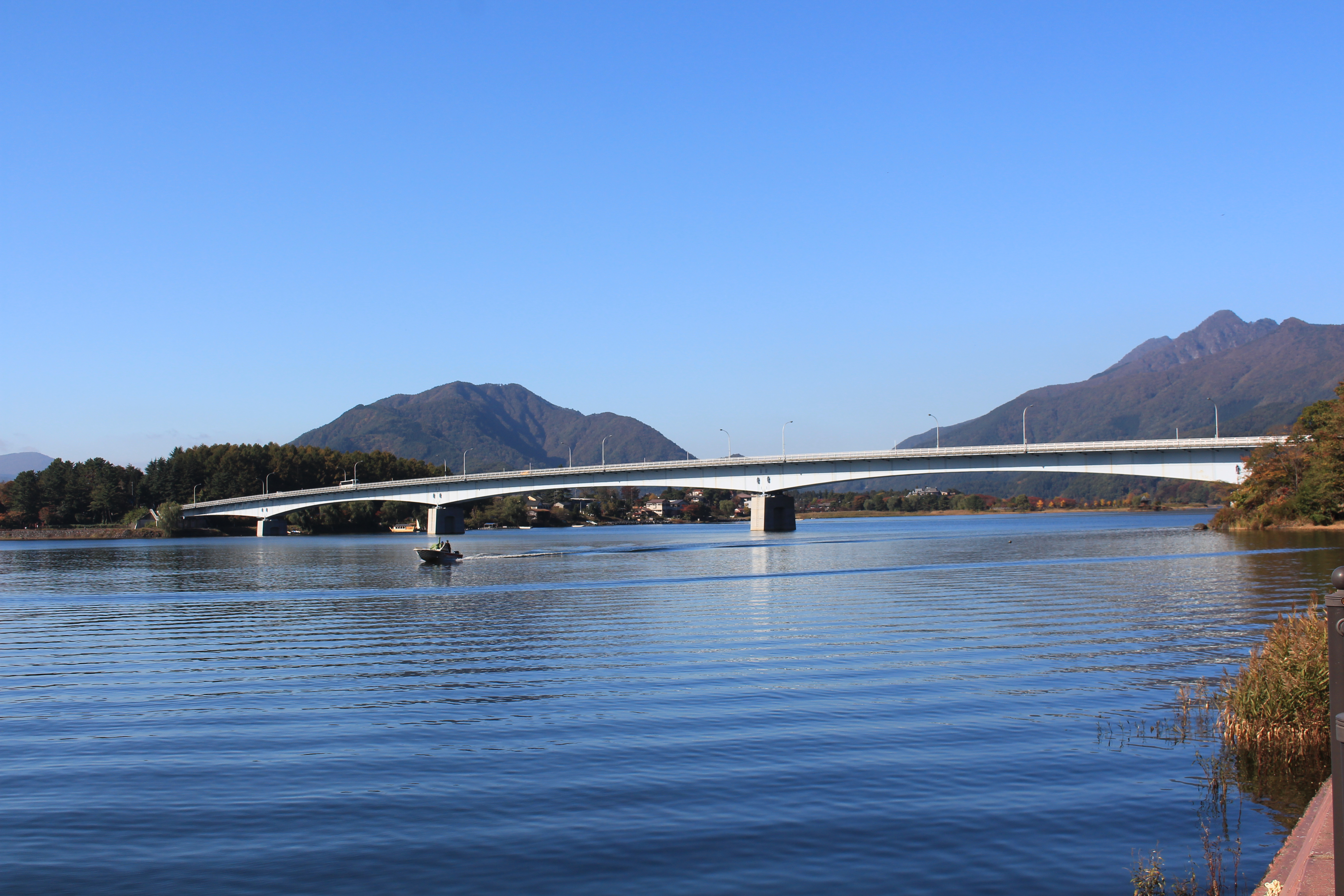
遠景に御坂山地。左が足和田山、右が十二ヶ岳。

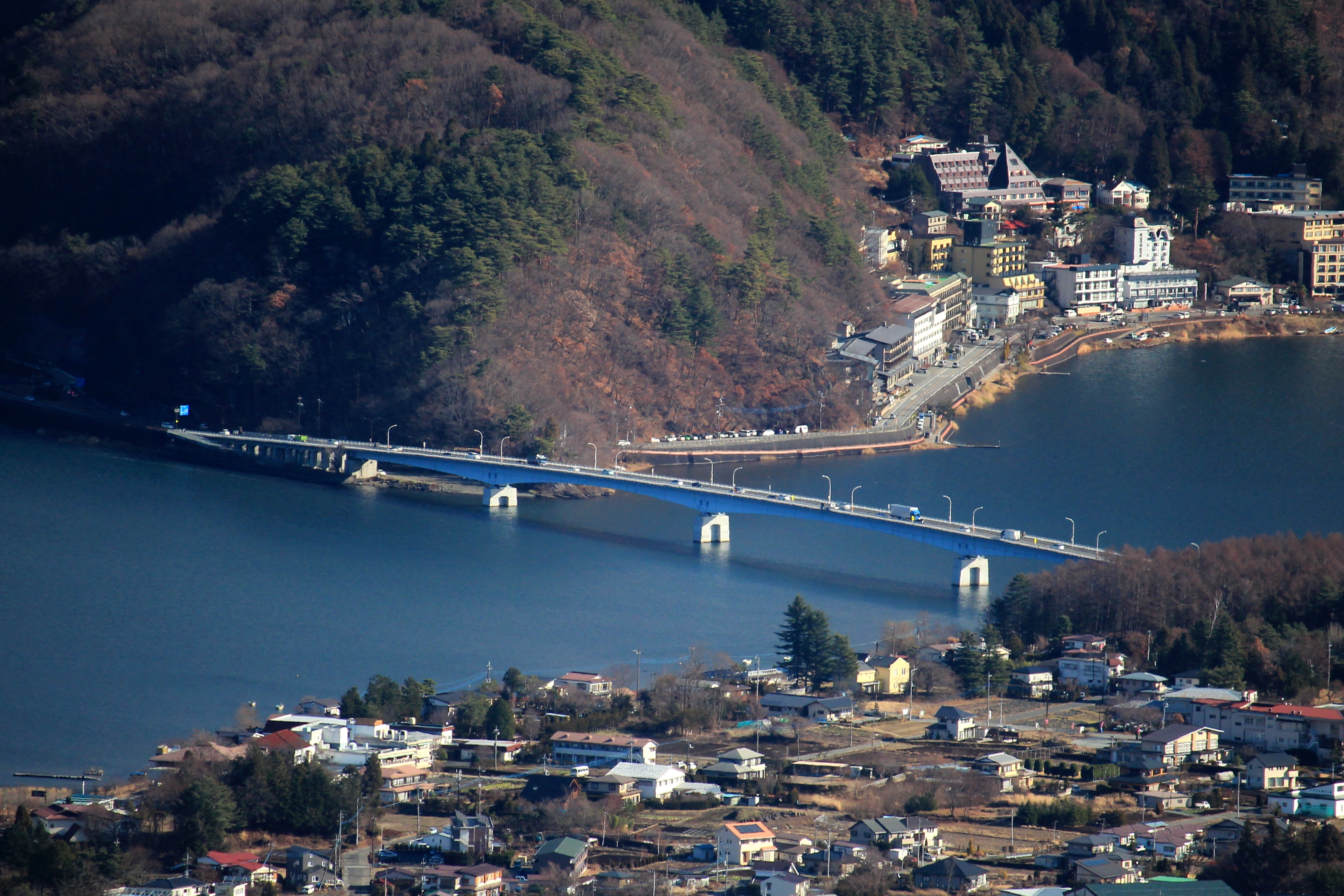
足和田山から望む。

## 概要
河口湖大橋は山梨県道707号富士河口湖富士線に指定されている橋梁であり、かつては河口湖大橋有料道路として供用されていた。旧有料区間の全長は1600 m、河口湖大橋自体の橋長は500 mである。富士五湖のなかで唯一の湖上に架かる橋梁で、橋上からの眺めはさえぎるものが無いことから富士山の展望もよく、1987年（昭和62年）に美観性と機動性を基準に「雄大な富士の道」として、富士スバルラインとともに旧建設省と「道の日」実行委員会により制定された「日本の道100選」にも選ばれている。
河口湖周辺の交通渋滞解消を目的として建設された橋で、1971年（昭和46年）4月に有料道路の一部として開通した。建設に際し、河口湖上の富士山の展望と山麓の景観にマッチさせるために、自然との調和に最大限の配慮を講じられている。有料時代の運営は山梨県道路公社が行っていた。2005年（平成17年）の無料開放後は富士北麓・東部地域振興局 都留建設部、その後、同局内の組織再編を経て、現在は富士・東部建設事務所が管理している。
現在の河口湖大橋は、観光のほか、地域の通勤・通学などの生活道路としても重要な役割を果たしている。

## 沿革
- 1968年9月1日 - 着工開始
- 1971年4月19日 - 供用開始
- 2005年6月6日 - 償還完了
- 2005年6月7日 - 無料開放

## ギャラリー

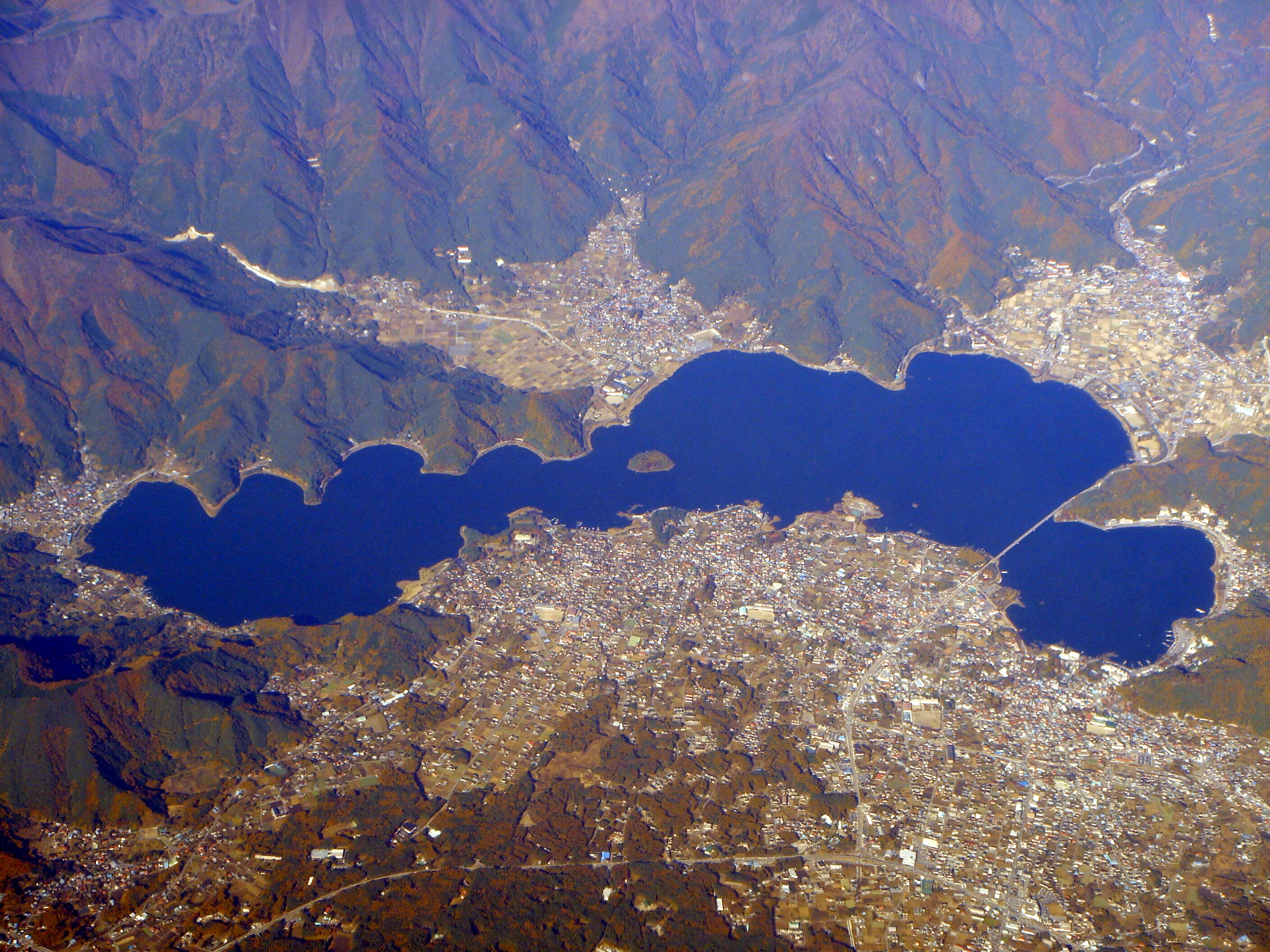
河口湖の東側を渡る。
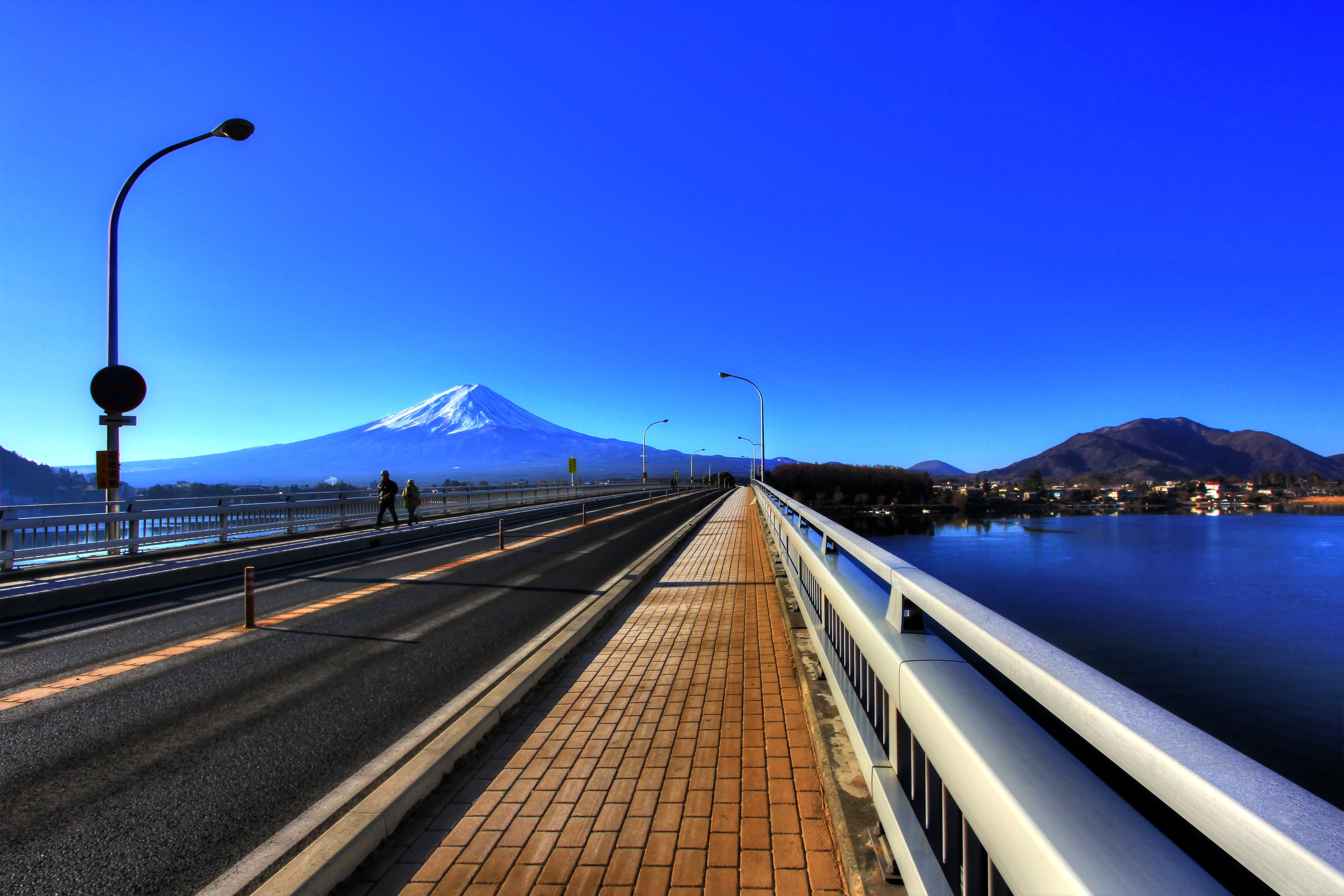
橋上の様子と富士山。
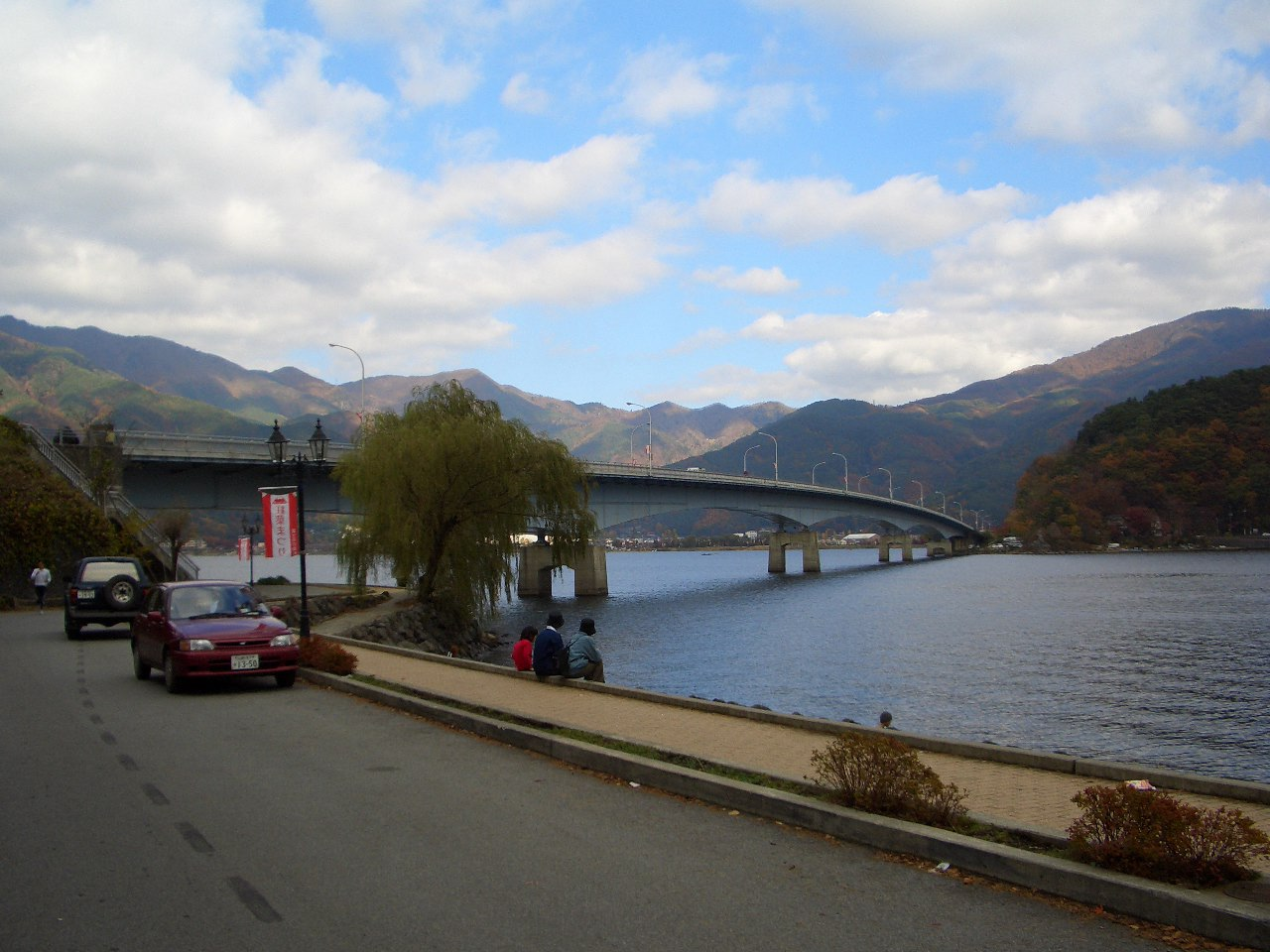
橋脚の様子。